# Giro de Italia 1954
La 37.ª edición del Giro de Italia se disputó entre el 21 de mayo y el 13 de junio de 1954, con un recorrido de 22 etapas y 4337 km, que el vencedor completó a una velocidad media de 33,563 km/h. La carrera comenzó en Palermo y terminó en Milán.
Tomaron la salida 105 participantes, de los cuales 67 terminaron la carrera.
El suizo Carlo Clerici tomó el relevo de Coppi, que en esta ocasión solo pudo ser cuarto. Clerici cimentó su triunfo sobre una escapada en la 6.ª etapa que le proporcionó una gran ventaja, superior a la media hora, sobre el resto de participantes. Aun sin ser un gran escalador, el ciclista suizo consiguió retener cómodamente el liderato durante el resto de la carrera. Su compatriota Koblet repitió como segundo clasificado y Assirelli, que también formó parte de la escapada de la 6.ª etapa, completó el podio. Jesús Loroño fue el mejor español, al terminar en 24ª posición.

## Equipos participantes
| Equipo       | Jefe de filas       |
| Bélgica      | Rik Van Steenbergen |
| Alemania     | Heinz Muller        |
| Países Bajos | Wim Van Est         |
| España       | Bernardo Ruiz       |
| Suiza        | Hugo Koblet         |
| Bianchi      | Fausto Coppi        |
| Arbos        | Bruno Monti         |
| Atala        | Giancarlo Astrua    |

| Equipo              | Jefe de filas    |
| Bartali             | Gino Bartali     |
| Bottecchia          | Pasquale Fornara |
| Doniselli-Lansetina | Renzo Soldani    |
| Frejus              | Angelo Coletto   |
| Legano              | Giuseppe Minardi |
| Nivea-Fuchs         | Fiorenzo Magni   |
| Torpado             | Nino Defilippis  |

## Etapas
| Etapa | Recorrido                        | Km       | Ganador             | Líder            |
| 1.ª   | Palermo-Monte Pellegrino         | 36 (CRE) | Bianchi             | Fausto Coppi     |
| 2.ª   | Palermo-Taormina                 | 280      | Giuseppe Minardi    | Giuseppe Minardi |
| 3.ª   | Regio de Calabria-Catanzaro      | 172      | Nino Defilippis     | Giuseppe Minardi |
| 4.ª   | Catanzaro-Bari                   | 352      | Angelo Conterno     | Giuseppe Minardi |
| 5.ª   | Bari-Nápoles                     | 279      | Rik Van Steenbergen | Gerrit Voorting  |
| 6.ª   | Nápoles-L'Aquila                 | 252      | Carlo Clerici       | Carlo Clerici    |
| 7.ª   | L'Aquila-Roma                    | 150      | Giorgio Albani      | Carlo Clerici    |
| 8.ª   | Roma-Chianciano Terme            | 195      | Giovanni Pettinati  | Carlo Clerici    |
| 9.ª   | Chianciano Terme-Florencia       | 180      | Giovanni Corrieri   | Carlo Clerici    |
| 10.ª  | Florencia-Cesenatico             | 211      | Pietro Giudici      | Carlo Clerici    |
| 11.ª  | Cesenatico-Abetone               | 230      | Mauro Gianneschi    | Carlo Clerici    |
| 12.ª  | Abetone-Génova                   | 251      | Hilaire Couvreur    | Carlo Clerici    |
| 13.ª  | Génova-Turín                     | 211      | Wout Wagtmans       | Carlo Clerici    |
| 14.ª  | Turín-Brescia                    | 240      | Annibale Brasola    | Carlo Clerici    |
| 15.ª  | Gardone-Riva del Garda           | 42 (CRI) | Hugo Koblet         | Carlo Clerici    |
| 16.ª  | Riva del Garda-Abano Terme       | 131      | Rik Van Steenbergen | Carlo Clerici    |
| 17.ª  | Abano Terme-Padua                | 105      | Rik Van Steenbergen | Carlo Clerici    |
| 18.ª  | Padua-Grado                      | 177      | Adolfo Grosso       | Carlo Clerici    |
| 19.ª  | Grado-San Martino di Castrozza   | 247      | Wout Wagtmans       | Carlo Clerici    |
| 20.ª  | San Martino di Castrozza-Bolzano | 152      | Fausto Coppi        | Carlo Clerici    |
| 21.ª  | Bolzano- Saint Moritz            | 222      | Hugo Koblet         | Carlo Clerici    |
| 22.ª  | Saint Moritz-Milán               | 222      | Rik Van Steenbergen | Carlo Clerici    |

## Clasificaciones
| \| 1. \| Carlo Clerici \| Suiza \| 129h 13' 07" \| \| 2. \| Hugo Koblet \| Suiza \| + 24' 16" \| \| 3. \| Nino Assirelli \| Italia \| + 26' 28" \| \| 4. \| Fausto Coppi \| Italia \| + 31' 17" \| \| 5. \| Giancarlo Astrua \| Italia \| + 33' 09" \| \| 6. \| Fiorenzo Magni \| Italia \| + 34' 01" \| \| 7. \| Gerrit Voorting \| Holanda \| + 35' 05" \| \| 8. \| Pasquale Fornara \| Italia \| + 36' 21" \| \| 9. \| Fritz Schaer \| Suiza \| + 40' 51" \| \| 10. \| Angelo Conterno \| Italia \| + 41' 07" \| |                  |         |              |
| 1. | Carlo Clerici    | Suiza   | 129h 13' 07" |
| 2. | Hugo Koblet      | Suiza   | + 24' 16"    |
| 3. | Nino Assirelli   | Italia  | + 26' 28"    |
| 4. | Fausto Coppi     | Italia  | + 31' 17"    |
| 5. | Giancarlo Astrua | Italia  | + 33' 09"    |
| 6. | Fiorenzo Magni   | Italia  | + 34' 01"    |
| 7. | Gerrit Voorting  | Holanda | + 35' 05"    |
| 8. | Pasquale Fornara | Italia  | + 36' 21"    |
| 9. | Fritz Schaer     | Suiza   | + 40' 51"    |
| 10. | Angelo Conterno  | Italia  | + 41' 07"    |

| \| 1. \| Fausto Coppi \| Italia \| - \| \| 2. \| Giancarlo Astrua \| Italia \| - \| \| 3. \| Primo Volpi \| Italia \| - \| |                  |        |   |
| 1. | Fausto Coppi     | Italia | - |
| 2. | Giancarlo Astrua | Italia | - |
| 3. | Primo Volpi      | Italia | - |

| \| 1. \| Girardengo \| Italia \| - \| - \| |            |        |   |   |
| 1.                                         | Girardengo | Italia | - | - |